# 窒化タンタル
窒化タンタル（ちっかタンタル、Tantalum nitride）は、タンタルの窒化物である。銅やその他の導電性金属の間のバリアや「糊」の層、また熱酸化物等の誘電絶縁体フィルムの製造に使われることがある。これらのフィルムは、集積回路の製造の際に、薄膜抵抗器等として、シリコンウェハーの上に沈着される。